# نيكوكليا (سيرري)
نيكوكليا (Νικόκλεια) هي مستوطنة كبيرة منخفضة (80 م 1,316 نسمة)، وتقع في الجزء الجنوبي الغربي من الوحدة الإقليمية سيرس، على بعد 33 كم جنوب غرب مدينة سيرس. تتم إدارتها في بلدية فيساليا التي يقع مقرها في نيغريتا. كان يطلق عليها اسم «نيكوسلافي» حتى عام 1928.